# Challenger de Kenitra
El Morocco Tennis Tour – Kenitra es un torneo profesional de tenis. Pertenece al ATP Challenger Series. Se juega desde el año 2013 sobre superficie de tierra batida, en Kenitra, Marruecos.

## Palmarés

### Individuales
| Año  | Campeón       | Finalista           | Resultado        |
| ---- | ------------- | ------------------- | ---------------- |
| 2013 | Dominic Thiem | Teymuraz Gabashvili | 7–6(4), 5–1 ret. |

### Dobles
| Año  | Campeones                      | Finalistas                       | Resultado |
| ---- | ------------------------------ | -------------------------------- | --------- |
| 2013 | Gerard Granollers Jordi Samper | Taro Daniel Alexander Rumyantsev | 6–4, 6–4  |